# Ouster
Ouster е компания за лидарни технологии със седалище в Сан Франциско, която разработва и произвежда 3D лидарни сензори с висока разделителна способност за използване в автономни превозни средства, робототехника, дронове, картографиране, добив на руда, отбрана и др.  Лидар сензорите на Ouster създават, освен точковия облак, също и изображения, подобни на дигиталните камери, от околната инфрачервена светлина, софтуерно оптимирани за картографиране, което редуцира нуждата от високо прецизни GPS системи, одометрия на колелата или жироскопи. 

## История
Ангус Пакала и Марк Фрихтъл основават фирмата Ouster през 2015 г., заедно с други двама бивши съученици от университета в Станфорд, преди това работят компанията за лазерни сензори Quanergy. 
Ouster излиза от „прикритие“ през декември 2017 г., а през 2019 г. събира допълнителни 60 милиона щатски долара финансиране след първоначална инвестиция от 27 милиона. Последният кръг на финансиране, който е воден от Runway Growth Capital, с участия на Silicon Valley Bank, Cox Enterprises, Constellation Tech Ventures, Fontinalis Partners, Carthona Capital и други – довежда общата сума на вторични инвестиции в компанията до 90 млн. щ.д.
През 2021 г. Ouster завършва сливането си с Colonnade Acquisition, компания за придобиване със специална цел и става публично търгувана на Нюйоркската фондова борса.

## Операции
Ouster е спечелила над 700 дизайнерски награди в 15 различни индустрии в 50 страни;  компанията разширява бизнеса си в Европа и Азия през 2019 г., откривайки нови офиси в Париж, Шанхай и Хонконг. Ouster сензорите се ползват в роботите на Postmates по тротоарите на Лос Анджелис, в камионите на Kodiak по магистралите в Тексас и върху дроновете в DARPA SubT състезанието във въглищните мини в Пенсилвания през 2019 г. 
Лидар сензорите OS1 на Ouster предоставят на автономните доставчици от услугата за доставка на храна Postmates способността да усеща, класифицира и разбира близкото му обкръжение. 
През 2019 г. Ouster е избрана от стартиращата компания за автономен автомобилен превоз Ike за основен доставчик на лидар сензори за автоматизирани превози.  Също така Ouster работи с Coast Autonomous, които бързо увеличават производството на самоуправляващи се пътнически совалки и автономни превозни средства. 
От 2019 г. Ouster работи също с NVIDIA и Volvo Trucks за разработване на система за самоуправление за търговска употреба. 
През 2020 г. Ouster си партнира с китайската компания за роботика iDriverplus, като предоставя лидар сензори за автономни роботи за почистване. След като Китай влезе в извънредно положение поради COVID-19, двете компании отново си сътрудничат, за да оборудват флот от роботи със сензори OS1-64. Безпилотните превозни средства за почистване и дезинфекция са оборудвани със сензори за лидар OS1-64, осигуряващи 360° 3D мониторинг на околната среда и по-точно разпознаване на препятствия. 

## Модели
| Име                               | OS0                | OS1                | OS2                |
| --------------------------------- | ------------------ | ------------------ | ------------------ |
| Модел                             | Gen 2              | Gen 2              | Gen 2              |
| Обявен                            | January 2020       | January 2020       | January 2020       |
| Брой лазери                       | 32, 64 или 128     | 32, 64 или 128     | 32, 64 или 128     |
| Разстояние                        | 55 m               | 120 m              | 240 m              |
| Минимален диапазон                | 0 m                | 0 m                | 0 m                |
| Точност                           | ±1,5 – 5 cm        | ±1,5 – 5 cm        | ±1,5 – 5 cm        |
| Полезрение (по вертикала)         | 90°                | 45°                | 22,5°              |
| Ъглова резолюция (по вертикала)   | 0.7°               | 0.35°              | 0.18°              |
| Полезрение (по хоризонтала)       | 360°               | 360°               | 360°               |
| Ъглова резолюция (по хоризонтала) | 512, 1024 или 2048 | 512, 1024 или 2048 | 512, 1024 или 2048 |
| Честота на въртене                | 10 или 20 Hz       | 10 или 20 Hz       | 10 или 20 Hz       |
| Брой точки с данни за секунда     | 2 621 440          | 2 621 440          | 2 621 440          |
| Консумирана мощност               | 14 – 20 W          | 14 – 20 W          | 18 – 24 W          |
| Работно напрежение                | 24 V nominal       | 24 V nominal       | 24 V nominal       |
| Тегло                             | 445 g              | 455 g              | 930 g              |
| Диаметър                          | 85 mm              | 85 mm              | 119.6 mm           |
| Височина (с капака)               | 73,5 mm            | 73,5 mm            | 98,5 mm            |

## Награди и признание
- През 2020 г. Ouster е отличена с наградата CES Innovation Awards за сензора OS2-128 LiDAR в категорията „Интелигентност на превозни средства и транспорт“. [26][27]